# メビウス芳香族性
メビウス芳香族性（メビウスほうこうぞくせい、Möbius aromaticity）とは、非古典的な芳香族性のひとつ。よじれた環状化合物や、よじれた環状遷移状態を安定化させる要因となる。

## 概要

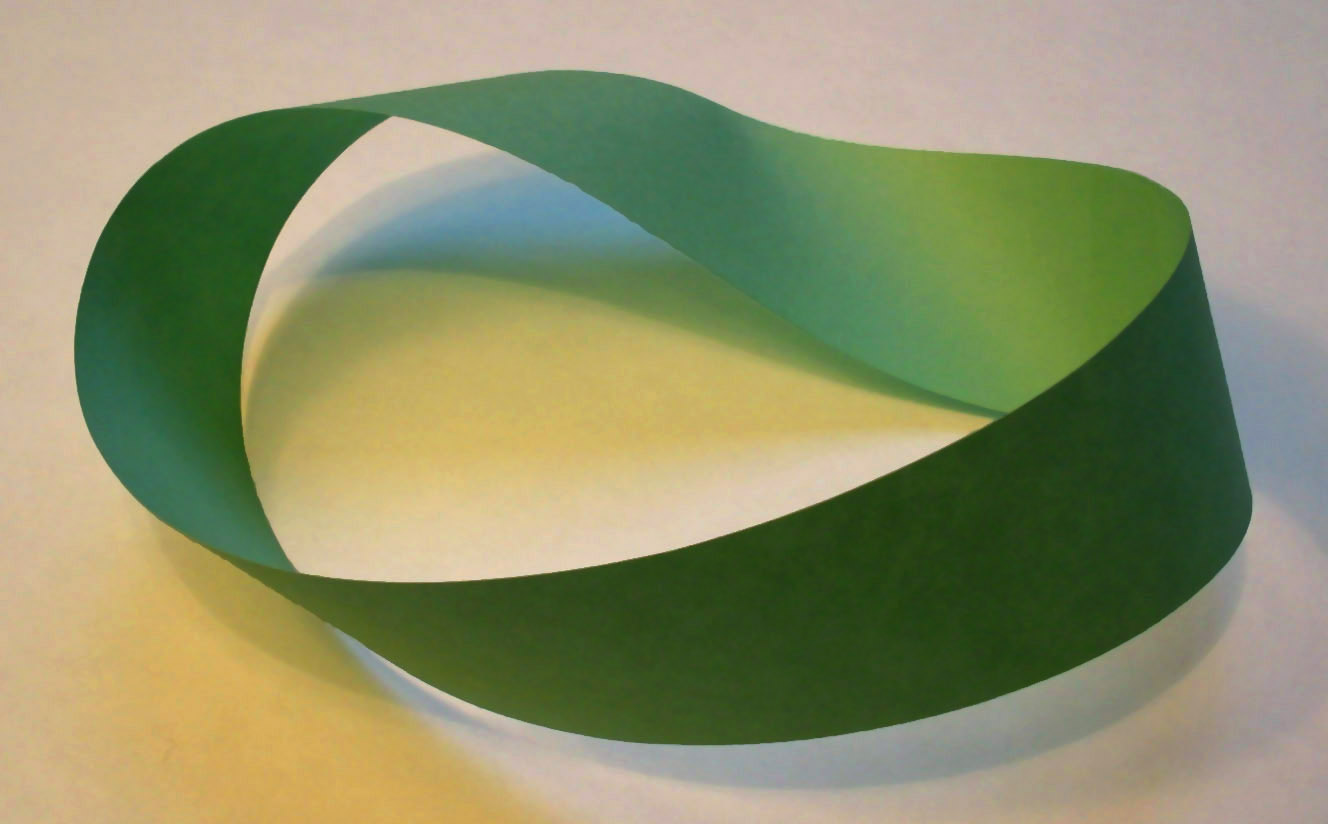
メビウスの帯

π電子を持つ原子が並んだ環がメビウスの帯のように途中でよじれ、環を1周するにともなって位相が反転する構造を考える。そのようなアヌレンについて、ヒュッケル則とは逆に、π電子の数が 4n 個になったときに安定化することが計算化学で予言され、メビウス芳香族性と呼ばれてきた。メビウス芳香族性は長い間理論上のものにとどまっていたが、21世紀に入り実際にいくつかの例が合成され、NMR 上の異方性効果などで芳香族性の寄与が確かめられるようになった。